# میرزا محمدخان ادیب‌التجار نقشینه
حاج میرزا علی نقشینه معروف به ادیب التجار از سیاستمداران ایرانی بود، که در دوره نخست بعنوان نماینده اصفهان در مجلس شورای ملی حضور داشت.